# 矮生香科科
矮生香科科（学名：Teucrium nanum）为唇形科香科科属下的一个种。

## 扩展阅读
- 維基物種上的相關：矮生香科科